# Undercover Elephant
Elefantástico (Undercover elephant (em inglês) é um desenho com produção Hanna-Barbera. Estreou em 1977 e teve apenas 13 episódios.
Elefantástico e seu companheiro Tagarela trabalham para uma agência de detetives e resolvem mistérios. Uma das piadas mais famosas deste desenho são os disfarces do Elefantástico (muitos saídos das revistas de banda desenhada). Sempre seguem as ordens do "Chefe".

## Episódios
nomes originais (em inglês)

1. The Sneaky Sheik
2. Barron Von Rip 'em Off
3. The Moanin' Lisa
4. Pain in the Brain
5. The Great Hospital Hassle
6. Latin Losers
7. Dr. Doom's Gloom
8. Chicken Flickin' Capon Caper
9. Undercover Around the World
10. Irate Pirates
11. Perilous Pigskin
12. Swami Whammy
13. The Disappearing Duchess

## Dubladores

### Nos Estados Unidos
- Elefantástico: Daws Butler
- o ratinho Tagarela: Bob Hastings
- Chefe: Michael Bell

### No Brasil
- Elefantástico: Pádua Moreira
- Tagarela: Cleonir dos Santos
- Chefe: Michael Bell